# Hot Springs (Arkansas)
Hot Springs ist eine Stadt und Verwaltungssitz (County Seat) des Garland County im US-amerikanischen Bundesstaat Arkansas. Das U.S. Census Bureau hat bei der Volkszählung 2020 eine Einwohnerzahl von 37.930 ermittelt. Das Stadtgebiet hat eine Größe von 85,5 km².
Die Stadt ist bekannt für ihre heißen Quellen im Hot-Springs-Nationalpark. Aus der Stadt sendet KZNG ein Nachrichtenprogramm für Garland County.

## Geschichte
Die ersten Siedler: Bereits 1807 hörte Jean Pierre Emanuel Prudhomme, der kränkliche Eigentümer einer Plantage am Red River, über das heiße Heilwasser von Indianern. Er baute die erste echte Ansiedlung bei den Quellen und lebte dort zwei Jahre. Isaac Cates und John Percival, zwei Trapper aus Alabama, schlossen sich ihm an. Cates war hauptsächlich ein Trapper, aber Percival stellte sich eine große Zukunft für das Gebiet vor und baute Blockhäuser, um sie an die steigenden Zahl von Besuchern der Quellen zu vermieten.
1828 kam Ludovicus Belding mit Frau und Kindern, um die heißen Quellen zu besuchen. Nach einigen Monaten erbaute er ein kleines Hotel für die Besucher der Quellen.
Anfang des 20. Jahrhunderts experimentierte Nikola Tesla in der Nähe von Hot Springs mit einer riesigen Teslaspule, um seine Theorie der drahtlosen Energieübertragung zu beweisen. Die Teslaspule existiert noch heute und kann besichtigt werden.

## Sehenswürdigkeiten
- American Art Gallery
- Arkansas Walk of Fame
- Clinton Sites (Orte zu denen Bill Clinton eine Beziehung hatte wie seine Schule, sein bevorzugtes Hamburgerlokal usw.)
- Fine Arts Center of Hot Springs
- Hot Springs Historic District
- Hot Springs Muscle Car Museum
- Josephie Tussaud Wax Museum (hier stehen auch Bill und Hillary Clinton)
- Mid-America Science Museum

## Söhne und Töchter der Stadt
- James Rector (1884–1949), Jurist, Leichtathlet und Olympiamedaillengewinner
- Junie Cobb (um 1896–1970), Jazz-Musiker und Bandleader
- Tommy Freeman (1904–1986), Boxer
- Patsy Montana (1908–1996), Country-Sängerin
- Alan Ladd (1913–1964), Filmschauspieler
- Gene Nobles (1913–1989), Radio-Discjockey
- Henry Glover (1921–1991), Produzent, Komponist und Arrangeur für ein breites Stilspektrum
- J. T. Rutherford (1921–2006), Politiker; vertrat den Bundesstaat Texas im US-Repräsentantenhaus
- Big John Greer (1923–1972), Jazz- und Rhythm-and-Blues-Tenorsaxophonist und -Sänger
- Bobby Mitchell (1935–2020), American-Football-Spieler
- Roseanna Vitro (* 1951), Jazzsängerin
- Steve Barton (1954–2001), Schauspieler, Sänger, Tänzer, Choreograf, Regisseur und Lehrer
- Billy Bob Thornton (* 1955), Schauspieler, Theater- und Drehbuchautor, Regisseur und Sänger
- Roger Clinton (* 1956), Filmschauspieler, Musiker und Halbbruder des Ex-US-Präsidenten Bill Clinton
- Dominick Guinn (* 1975), Schwergewichtsboxer
- Gauge (* 1980), Pornodarstellerin
- Shameka Christon (* 1982), professionelle Basketball-Spielerin

## Ansichten

Ortsschild
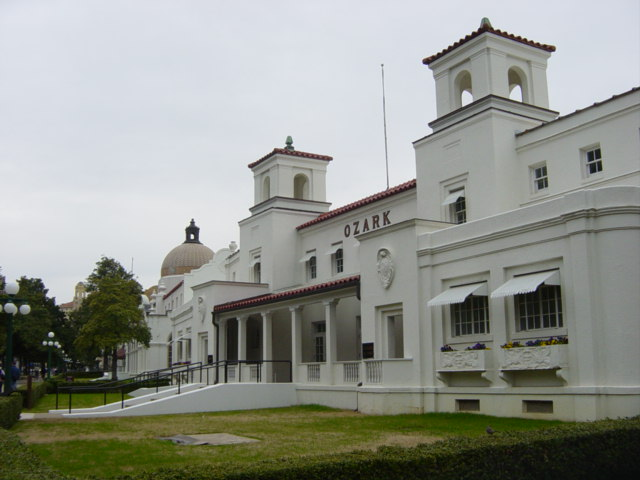
Badehaus
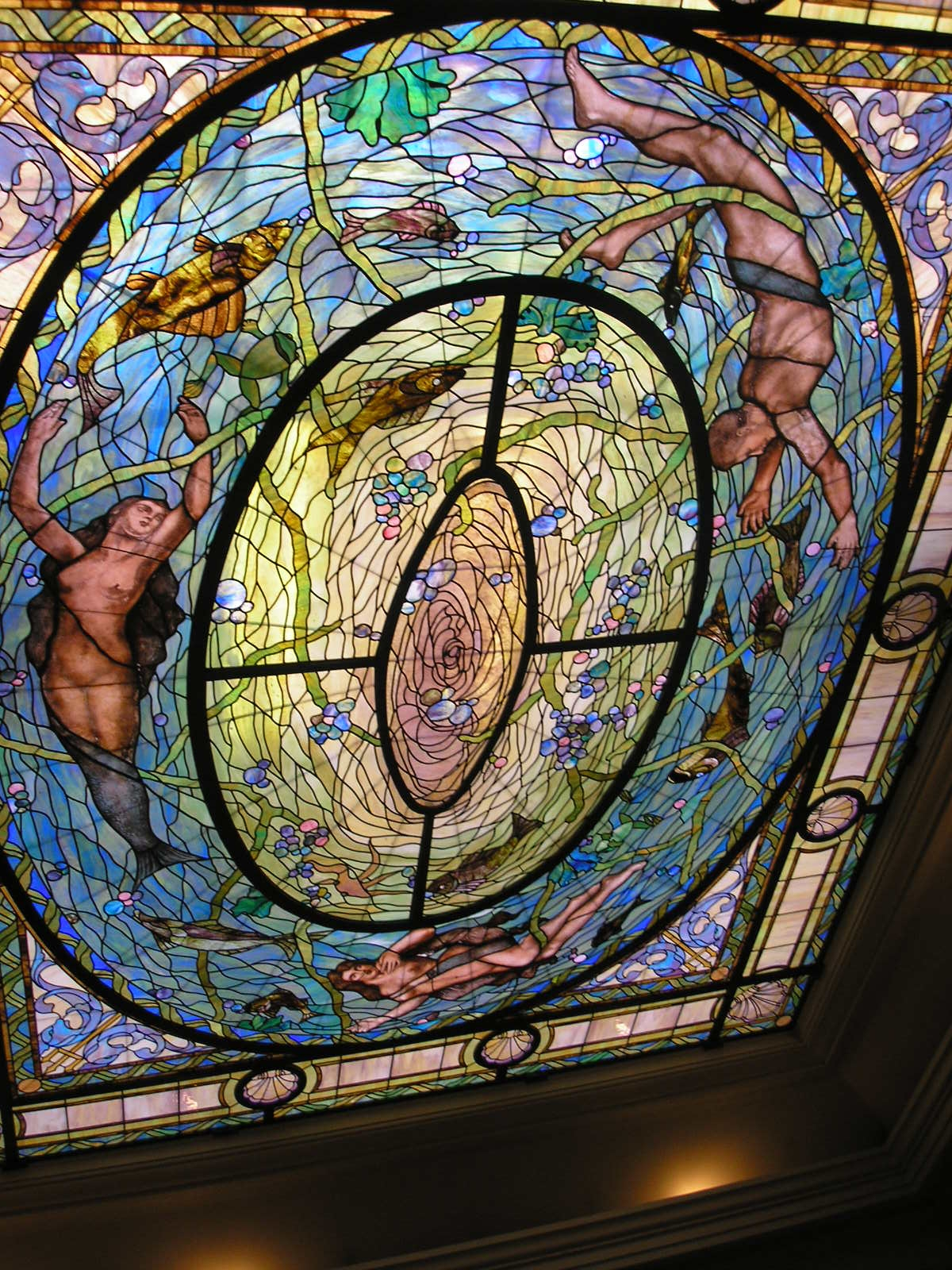
Glasdecke in einem als Museum umgebauten ehemaligen Badehaus
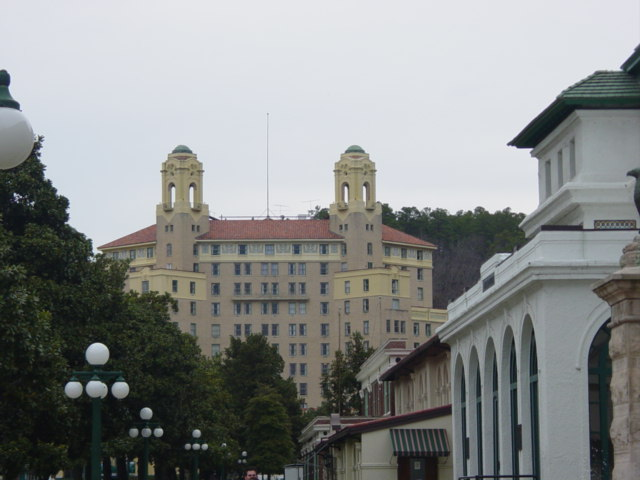
Hotelgebäude in Hot Springs